# Nicolas-Claude Fabri de Peiresc
Nicolas-Claude Fabri de Peiresc (1. prosince 1580 – 24. června 1637), často uváděný jen jako Peiresc nebo latinsky Peirescius, byl francouzský astronom, přírodovědec a sběratel starožitností.
Byl významný rovněž jako organizátor vědy, dochovalo se asi 10 000 dopisů, které psal mnoha významným vědcům a umělcům své doby. Mimo jiné objevil Mlhovinu v Orionu. Jeho jméno nese rod kaktusů Pereskia a měsíční kráter Peirescius.